# Могила (община)
Могила (макед. Општина Могила) — община в Северной Македонии. Расположена на юге страны. Население составляет 6710 человека (2002 год).
Административный центр — село Могила.
Площадь территории общины 255,62 км².
Этническая структура населения в общине по переписи 2002 года:
- македонцы — 6432 чел. (95,9%);
- турки — 229 чел. (3,4%);
- албанцы — 24 чел. (0,50%);
- цыгане — 6 чел. (0,09%);
- сербы — 2 чел. (0,03%);
- остальные — 7 чел.